# Igloo Spur
Der Igloo Spur (englisch für Iglusporn) ist ein kleiner, isolierter und 160 m hoher Felssporn auf der antarktischen Ross-Insel. Am östlichen Ende der Insel ragt er aus einem Gebirgskamm auf, der sich südöstlich des Bomb Peak erstreckt.
Wissenschaftler einer von 1958 bis 1959 dauernden Kampagne im Rahmen der New Zealand Geological Survey Antarctic Expedition kartierten und benannten ihn. Der Felssporn ist der Ort, an dem die dreiköpfige Mannschaft um Edward Adrian Wilson im Zuge ihres Wintermarschs zum Kap Crozier bei der Terra-Nova-Expedition (1910–1913) im Juli 1911 ein Steiniglu errichtet hatte.